# Dermateaceae
Die Dermateaceae bilden eine Familie der Pilze innerhalb der Ordnung der Helotiales.

## Merkmale
Die Dermateaceae bilden als Fruchtkörper kleine, flache bis konkave, meist ungestielte Apoothecien aus, die grau-braun oder schwarz gefärbt sind. Bei einigen Arten sind sie im Pflanzengewebe eingesenkt. Manchmal besitzen die Fruchtkörper auch einen speziellen Öffnungsmechanismus. Normalerweise haben sie einen klar abgegrenzten Rand, der oft flaumig ist, manchmal aber auch mit deutlichen Haaren besetzt. Das Excipulum besteht aus mehr oder weniger braunen dünn- oder dickwandigen isodiametrischen Zellen. Die Schicht zwischen den Schläuchen besteht aus einfachen Paraphysen. Die Schläuche selber sind im Normalfall zylindrisch bis zylindrisch-keulig und klein und mit einem deutlich entwickelten amyloiden (mit Jod anfärbbaren) oder inamyloiden apikalen Ring. Die Ascosporen sind klein, hyalin und oft länglich und können septiert oder unseptiert sein.
Ein Stroma wird normalerweise nicht gebildet. Nebenfruchtformen können verschieden ausgeprägt sein, es kommen hyphomycetische und coelomycetische Formen vor.

## Ökologie
Dermateaceae sind weltweit verbreitet. Die Arten leben saprotroph oder auch parasitisch auf krautigen oder holzigen Pflanzen. Es kommen auch Pflanzenschädlinge vor, die wirtschaftlich bedeutende Krankheiten auslösen, so zum Beispiel die Sprühfleckenkrankheit durch Blumeriella jaapii, die Schrotschusskrankheit durch Wilsonomyces carpophilus oder der Sternrußtau (Diplocarpon rosae).

## Systematik
Elias Magnus Fries beschrieb die Familie 1849 als Dermatei. James William Kimbrough erhob sie dann 1970 in den Familienrang. Die Familie war lange polyphyletisch, aber sehr schlecht untersucht.
Zu der Familie der Dermateaceae gehörten, 2007 noch 77 Gattungen an, inzwischen aber nur noch folgende 14 Gattungen:
- Coleophoma  (= Parafabraea) mit 30 Arten
- Corniculariella mit drei Arten
- Dermea mit 24 Arten
- Gelatinoamylaria mit nur einer Art
- Neodermea mit zwei Arten
- Neofabraea mit neun Arten
- Neogloeosporidina mit nur einer Art
- Pezicula mit 92 Arten
- Phlyctema mit 60 Arten
- Pseudofabraea mit nur einer Art
- Rhizodermea mit nur einer Art
- Schizothyrioma mit vier Arten
- Verkleyomyces mit nur einer Art
- Xenochalara mit nur einer Art

Viele Gattungen, die 2007 noch in dieser Familie standen wie die Gattungen Mollisia und Tapesia sind nun in anderen Familien wie die Mollisiaceae oder von unsicherer Stellung innerhalb der Helotiales.